# Manu Ortega
Manu Ortega o Manuel Ortega Santos, nació en Bilbao (1971) y reside actualmente en Barcelona desde donde trabaja como ilustrador, diseñador y animador audiovisual, áreas de las que igualmente imparte conferencias y docencia.

## Biografía
Estudió Bellas Artes en la Salamanca, Bilbao y Kassel, Alemania. De vocación temprana, "recuerda haber dibujado su primer tebeo «con cinco años, cuando casi no sabía escribir». Ilustrador de numerosos libros escolares de editoriales como Elkar, encuentra la libertad en el cómic, con guiones en los que «trabajo con lo que me encuentro en mi día a día: sentimientos, dudas, miedos,...»".
Igualmente, desde 1997, ha ilustrado más de 120 libros en catalán, euskera, castellano, inglés o francés para las editoriales Anaya, Baula, Cruïlla, Edebé, Edelvives, Elkarlanean, Erein, Giltza, Haizelan Multimedia, Ibaizabal, Ikas (Francia), Oxford University Press, Santillana, Tambre, Vicens Vives y Zubia Editoriala. 
Es ilustrador de Ikastolen Elkartea y Haizelan Multimedia para material informático y páginas web y desde 2009 de artículos de divulgación científica para la revista Elhuyar.

## Ilustraciones para literatura infantil y juvenil
"Manu Ortega tomó una decisión transcendental: de mayor sería dibujante de cómics. Y acto seguido escribió y dibujó de un tirón su primera novela gráfica, que inmediatamente se convirtió en un clásico en su casa, a la hora de comer. (...) Años después sigue intentando, sin mucho éxito, superar aquella temprana obra maestra, mientras ilustra libros infantiles que escriben otros":
| - Printzesa puzkertia, Arrate Egaña, Erein, 2017. - Erantzuna haizean dabil, Patxi Zubizarreta, Txalaparta argitaletxea, 2016. - Chelo Holmes en el corazón de la pirámide, Daniel Hernández Chambers, Edebé, 2016. - Hamlet, William Shakespeare, Oxford University Press, 2015. - Chelo Holmes y el secreto de lo invisible, Daniel Hdez. Chambers, Edebé, 2015. - Ilargiko zaindariak, Aitor Arana, Ibaizabal, 2015. - Max eta lehengusina txikia, Laida Martínez, Ibaizabal, 2014. - Berbontzi, Abel Amutxategi, Erein, 2014. - Chelo Holmes, detective privado, Daniel Hdez. Chambers, Edebé, 2013. - Lunatikoak. Zientziaren bidezidorretan, Egoitz Etxebeste, Elhuyar, 2013. - Junts vam venir volant, S. Benet y A. Cervera, autopublicación, 2012. - Un carromato verde botella, Pedro Mañas, Edebé, 2011. - Egun bat Petre Romanescuren bizitzan, Xabier Mendiguren, Erein, 2009. - Elurte bateko ipuinak, Pako Aristi, Erein, 2008. - Donde nunca es invierno, Claudia Larraguibel, Edebé, 2008. - M´estima, no m´estima…, Lourdes Figueiras, Cruïlla, 2008. - Les cartes del meu germà petit, Chris Donner, Cruïlla, 2007. | - Xut d´amor, Hubert Ben Kemoun, Cruïlla, 2007. - Denboraren makina, Alaitz Olaizola, Erein, 2006. - Cavaller o cavalleressa, ho sabrás ben de pressa, Enric Lluch, Edebé, 2006. - Llegó del mar, Carlos Puerto, Edebé, 2004. - Asteburu bat tren zaharrean, Jabier Muguruza, Erein, 2004. - Joanes eta Bioletaren bihotza, Miren Agur Meabe, Elkarlanean, 2002. - Zubi misteriotsuan, Jabier Muguruza, Erein, 2001. - Los ojos de la nereida, Pepa Guardiola, Edebé, 2000. - Ibaia maitasunaren oztopo, Begoña Bilbao, Erein, Premio Lizardi 2000. - Aduna eta aduanak, Felipe Juaristi, Erein, 2000. - El niño desconocido, para Cuentos de Hoffmann, Anaya, 2000. - Vienen por la noche, Paul Biegel, SM, 1999. - Mito, mito, eta kitto, Xabier Díaz Esarte, Erein, 1999. - Tempesta a l´illot negre, M. Àngels Bogunyà, Crüilla, Premio El Vaixel de Vapor 1999. - Urrezko ibaiaren erregea, John Ruskin, Erein, 1998. - Printzesa puzkertia, Arrate Egaña, SM, Premio Baporea 1998. - Ez idolorik uki, Brigitte Smadja, Desclée De Brouwer,1997. - Kezka 51. ikasgelan, Josep Gorriz, Desclée De Brouwer,1997. - La carta en clave, Jan Terlouw, SM, 1996. |

## Cómics
De "dibujo ágil y expresivo adornado en ocasiones de vivos colores" ha evolucionado de procesos más artesanales a incorporar herramientas digitales, incursionando igualmente en la animación digital o en soportes más actuales como el webcómic.
Con guiones propios y ajenos, ha ilustrado:
| - De amor, de locura y de muerte, cuentos de H. Quiroga, guion de Luciano Saracino, La Resistencia, Dibbuks, 2016. - Actividad extraescolar, guion de Josep Busquet, webcómic, desde 2016. - De colores, guion de Infame & Co, El Balanzín 10, Salón del Cómic y Manga de Getxo y Asoc. Profesional de Ilustradores de Euskadi - Euskal Irudigileak, 2014. - Zatoz nirekin, guion de Patxi Zubizarreta, Xabiroi, Ikastolen Elkartea, 2014. - Haizea, tira cómica para la revista Xabiroi, Ikastolen Elkartea, desde 2005. - Mario, Revista Replika 9, 2012. - Irribarre beltza, guion de Patxi Zubizarreta, Xabiroi, Ikastolen Elkartea, 2011. - Mario, El Balanzín 7, Salón del Cómic y Manga de Getxo y Asoc. Profesional de Ilustradores de Euskadi APIE-EIEP, 2011. - De amor, de locura y de muerte, cuentos de H. Quiroga, guion de Luciano Saracino, Pictus, 2011. - Maletas, Revista Replika 5, 2010. - Emakume sugearen misterioa (El misterio de la mujer serpiente), guion de Patxi Zubizarreta, Xabiroi especial, Ikastolen Elkartea, 2009. - Maletas, El Balanzín 5, Salón del Cómic y Manga de Getxo y Asoc. Profesional de Ilustradores de Euskadi APIE-EIEP, 2009. - Alas, publicación del Ayto. de Calviá, 2009. | - Sara, Comic Road n.º 1, webcómic colombiano, 2009. - Caín, Dos Veces Breve, Ariadna Editorial, 2008. - De cómo leer tebeos me hace feliz… El Balanzín 4, Salón del Cómic y Manga de Getxo y Asoc. Profesional de Ilustradores de Euskadi APIE-EIEP,2008. - Piitendele…, guion de Joxean Sagastizabal, Xabiroi especial, Ikastolen Elkartea, 2008. - León, revista de contenido social Pensar y Hacer, editada por el Club Deportivo Barracas, Argentina, 2007. - Ustekabeko oporrak (Vacaciones inesperadas), guion de Arantxa Iturbe, Xabiroi especial, Ikastolen Elkartea, 2007. - Sara, El Balanzín 3, Salón del Cómic y Manga de Getxo, Asoc. Profesional de Ilustradores de Euskadi APIEEIEP, 2007. - Historias del Olvido, El País de Nomeacuerdo. Parte I, L. Saracino y J. de Isusi, Dolmen, 2007. - Nork maite du Noraren amona?, guion de Arantxa Iturbe, Xabiroi especial, Ikastolen Elkartea, 2006. - Anne, El Balanzín 1, Salón del Cómic y Manga de Getxo, Asoc. Profesional de Ilustradores de Euskadi APIEEIEP, 2005. - Viñetas desde o Atlántico, IV Festival de la Historieta de La Coruña, 2001. - Ametz eta munstroa, cómic para la revista Ipurbeltz, Erein, de 1998 a 2008. |

## Reconocimientos
Su trabajo está incluido en Komik 10, guía del cómic vasco de los últimos diez años editada por el Ayuntamiento de San Sebastián, así como en el monográfico sobre el cómic vasco de la revista Erlea publicada por la Real Academia de la Lengua Vasca, Euskaltzaindia. Fue incluido igualmente en la selección del especial de Euskadi de Dos veces breve (2008), como parte de "la vena más intimista del cómic en Euskadi" y en Irudika (2010), el primer catálogo de ilustradores vascos, elaborado por la Asociación Profesional de Ilustradores de Euskadi.
En el 2009, las VI Jornadas del Cómic en San Sebastián le homenajearon junto a Alex Orbe: "Por contra, Manu Ortega (Bilbao 1971) nos demuestra que el arte, al igual que la vida, está lleno de contrastes y muestra algunos de sus trabajos editados en Anaya, Erein, Elkar, Ikastolen Elkartea, SM, Edelvives, Santillana…".
Entre los cómics que ilustra y guioniza, destacan:
| - Segundo premio del XXXI Concurso de Cómic Villa de Portugalete, 2017. - Primer premio del Concurso de Cómic Ganorabako, Ayto.de Basauri, 2014. - Tercer premio del XXIX Concurso de Cómic Villa de Portugalete, 2014. - Segundo premio del XXVIII Concurso de Cómic Villa de Portugalete, 2013. - Premio Rei en Jaume 2008, categoría de cómic, Ayto. de Calviá, 2008. - Segundo premio del Certamen de Cómic e Ilustración, Instituto de la Juventud INJUVE, 2000. - Tercer premio del XIV Concurso de Cómic de Cornellá del Llobregat, 1999. | - Primer premio del VII Concurso de Cómic Villa de Rentería, 1995. - Primer premio del IX Concurso de Cómic del Ayto. de Torrejón de Ardoz, 1995. - Primer premio nacional del VI Certamen Cultural para Jóvenes de la UGT, categoría de cómic, 1994. - Segundo premio del I Concurso de Cómic Villa de Bilbao, 1993. - Segundo premio del VII Concurso de Cómic Villa de Portugalete, 1993. - Primer premio del VII Concurso de Cómic de la Asociación Cultural Palentina ACUP, 1991. |

En el ámbito de materiales educativos, su trabajo integrado en equipos editoriales ha obtenido:
- Premio President´s Award de la English-Speaking Unión al mejor material didáctico de enseñanza de inglés en el apartado de las nuevas tecnologías por el CD Rom Space Search, Ikastolen Elkartea, 2006.
- Premio Migel Altzo del Gobierno Vasco al mejor material audiovisual informático de carácter educativo por el CD Rom Bazter guztiei begira II, Ikastolen Elkartea, 2006.
- Premio Migel Altzo del Gobierno Vasco al mejor material audiovisual informático de carácter educativo por el CD Rom Birraitonaren museoa II, Ikastolen Elkartea, 2005.
- Primer Premio 2002 del MECD al libro mejor editado, mod. libros de enseñanza hasta C.O.U. por Musa 1-6, material didáctico musical, Vicens Vives, 2001.

## Exposiciones
Ha formado parte de exposiciones colectivas en:
Euskomik: Euskal komikia,  28º Salón internacional del Cómic de Barcelona (2010), Selección de autores de El Balanzín, XX Salón de Cómic de Moscú (2009), Retrospectiva de la revista Ipurbeltz, VI Salón del Cómic y Manga de Getxo (2007), Autores de Xabiroi, V Salón del Cómic y Manga de Getxo (2006), VI Salón del Cómic Villa de Bilbao (1994). 
Con la Dirección General de Bellas Artes y Bienes Culturales del MECD, la Dirección de Relaciones Culturales y Científicas de AECID y el Injuve ha expuesto en:
- África: Cómic 10+10,[14] Museo Nacional de Nairobi, Kenia (2012), IV Festival Internacional de Novela Gráfica de Argel, Argelia (2011), VI Jornadas Culturales Hispano-tunecinas, Túnez (2011), Centro Cultural Oumarou Ganda de Niamey, Níger (2011), ÁfricaCrea en el Centro de Arte Contemporáneo de Yaundé, Camerún (2010), Abuya en Nigeria (2010) o Malabo y Bata en Guinea Ecuatorial (2009).
- En América Latina: Centro Cultural Recoleta de Buenos Aires (2001), los  Centros Culturales de España  (2002) en Santiago de Chile, Lima y Paraguay y los Institutos de Cultura Hispánica en Nicaragua (2003), Honduras (2003) y Guatemala[3] (2002).
- Así como en España: IX Salón del Cómic y Manga de Getxo (2010), El Polvorín en Ibiza (2010), IV Edición de La Noche en blanco de Madrid (2008), Universidad de León (2001), Viñetas desde o Atlántico en el IV Festival de la Historieta de La Coruña (2001) o la Sala Amadís de Madrid (2008 y 2000).

Y a título individual:
- Euskadi Fantastikoa V Álex Orbe / Manu Ortega, XX Semana de Cine Fantástico y de Terror, San Sebastián, 2009.
- Garabatos y penumbras II, CAP Les Hortes, Barcelona, 2009.
- Garabatos y penumbras, VII Salón del Cómic y Manga de Getxo, 2008.